# Ishockey vid olympiska vinterspelen 2014
Ishockey vid olympiska vinterspelen 2014 spelades i Sjajba Arena och i Bolsjoj ispalats i Sotji, Ryssland. 
En herrturnering och en damturnering spelades. Turneringarna pågick mellan den 8 och 23 februari 2014.

## Medaljsammanfattning och turneringar
| Turnering          | Guld | Guld | Silver | Silver | Brons | Brons |
| Damer Detaljer...  | Kanada Meghan Agosta-Marciano Gillian Apps Mélodie Daoust Laura Fortino Jayna Hefford Haley Irwin Brianne Jenner Rebecca Johnston Charline Labonté Geneviève Lacasse Jocelyne Larocque Meaghan Mikkelson-Reid Caroline Ouellette Marie-Philip Poulin Lauriane Rougeau Natalie Spooner Shannon Szabados Jenn Wakefield Catherine Ward Tara Watchorn Hayley Wickenheiser | Kanada Meghan Agosta-Marciano Gillian Apps Mélodie Daoust Laura Fortino Jayna Hefford Haley Irwin Brianne Jenner Rebecca Johnston Charline Labonté Geneviève Lacasse Jocelyne Larocque Meaghan Mikkelson-Reid Caroline Ouellette Marie-Philip Poulin Lauriane Rougeau Natalie Spooner Shannon Szabados Jenn Wakefield Catherine Ward Tara Watchorn Hayley Wickenheiser | USA Kacey Bellamy Megan Bozek Alexandra Carpenter Julie Chu Kendall Coyne Brianna Decker Meghan Duggan Lyndsey Fry Amanda Kessel Hilary Knight Jocelyne Lamoureux Monique Lamoureux-Kolls Gisele Marvin Brianne McLaughlin Michelle Picard Josephine Pucci Molly Schaus Anne Schleper Kelli Stack Lee Stecklein Jessie Vetter                                                                                                 | USA Kacey Bellamy Megan Bozek Alexandra Carpenter Julie Chu Kendall Coyne Brianna Decker Meghan Duggan Lyndsey Fry Amanda Kessel Hilary Knight Jocelyne Lamoureux Monique Lamoureux-Kolls Gisele Marvin Brianne McLaughlin Michelle Picard Josephine Pucci Molly Schaus Anne Schleper Kelli Stack Lee Stecklein Jessie Vetter                                                                                                 | Schweiz Janine Alder Livia Altmann Sophie Anthamatten Laura Benz Sara Benz Nicole Bullo Romy Eggimann Sarah Forster Angela Frautschi Jessica Lutz Julia Marty Stefany Marty Alina Müller Katrin Nabholz Evelina Raselli Florence Schelling Lara Stalder Phoebe Stänz Anja Stiefel Nina Waidacher                                                                              | Schweiz Janine Alder Livia Altmann Sophie Anthamatten Laura Benz Sara Benz Nicole Bullo Romy Eggimann Sarah Forster Angela Frautschi Jessica Lutz Julia Marty Stefany Marty Alina Müller Katrin Nabholz Evelina Raselli Florence Schelling Lara Stalder Phoebe Stänz Anja Stiefel Nina Waidacher                                                                              |
| Herrar Detaljer... | Kanada Jamie Benn Patrice Bergeron Jeff Carter Sidney Crosby Matt Duchene Ryan Getzlaf Chris Kunitz Patrick Marleau Rick Nash Corey Perry Patrick Sharp Martin St. Louis John Tavares Jonathan Toews Drew Doughty Dan Hamhuis Duncan Keith Alex Pietrangelo P. K. Subban Marc-Édouard Vlasic Shea Weber Roberto Luongo Carey Price Mike Smith                          | Kanada Jamie Benn Patrice Bergeron Jeff Carter Sidney Crosby Matt Duchene Ryan Getzlaf Chris Kunitz Patrick Marleau Rick Nash Corey Perry Patrick Sharp Martin St. Louis John Tavares Jonathan Toews Drew Doughty Dan Hamhuis Duncan Keith Alex Pietrangelo P. K. Subban Marc-Édouard Vlasic Shea Weber Roberto Luongo Carey Price Mike Smith                          | Sverige Daniel Alfredsson Nicklas Bäckström Patrik Berglund Jimmie Ericsson Loui Eriksson Carl Hagelin Marcus Johansson Marcus Krüger Gabriel Landeskog Gustav Nyquist Daniel Sedin Jakob Silfverberg Alexander Steen Henrik Zetterberg Alexander Edler Oliver Ekman Larsson Jonathan Ericsson Niklas Hjalmarsson Erik Karlsson Niklas Kronwall Johnny Oduya Henrik Tallinder Jhonas Enroth Jonas Gustavsson Henrik Lundqvist | Sverige Daniel Alfredsson Nicklas Bäckström Patrik Berglund Jimmie Ericsson Loui Eriksson Carl Hagelin Marcus Johansson Marcus Krüger Gabriel Landeskog Gustav Nyquist Daniel Sedin Jakob Silfverberg Alexander Steen Henrik Zetterberg Alexander Edler Oliver Ekman Larsson Jonathan Ericsson Niklas Hjalmarsson Erik Karlsson Niklas Kronwall Johnny Oduya Henrik Tallinder Jhonas Enroth Jonas Gustavsson Henrik Lundqvist | Finland Teemu Selänne Olli Jokinen Tuomo Ruutu Aleksandr Barkov, Jr. Jori Lehterä Sakari Salminen Jarkko Immonen Petri Kontiola Lauri Korpikoski Jussi Jokinen Antti Pihlström Juhamatti Aaltonen Mikael Granlund Leo Komarov Olli Määttä Ossi Väänänen Lasse Kukkonen Sami Salo Sami Lepistö Juuso Hietanen Kimmo Timonen Sami Vatanen Antti Niemi Kari Lehtonen Tuukka Rask | Finland Teemu Selänne Olli Jokinen Tuomo Ruutu Aleksandr Barkov, Jr. Jori Lehterä Sakari Salminen Jarkko Immonen Petri Kontiola Lauri Korpikoski Jussi Jokinen Antti Pihlström Juhamatti Aaltonen Mikael Granlund Leo Komarov Olli Määttä Ossi Väänänen Lasse Kukkonen Sami Salo Sami Lepistö Juuso Hietanen Kimmo Timonen Sami Vatanen Antti Niemi Kari Lehtonen Tuukka Rask |

## Arenor
Det spelades i två ishallar under OS i Sotji. Dessa var Bolsjoj ispalats med plats för 12 000 åskådare och Sjajba Arena med plats för 7 000.

## Regerande olympiska mästare
| Gren     | Kön    | Namn   | NOC    |
| -------- | ------ | ------ | ------ |
| Ishockey | Herrar | Kanada | Kanada |
| Ishockey | Damer  | Kanada | Kanada |

## Kvalificering
För herrarna gäller att de nio bäst rankade lagen enligt Internationella Ishockeyförbundets ranking efter VM 2012 får delta. Dessutom får ett antal ytterligare lag kvalspela om ytterligare tre platser. Kvalspelet är öppet för lag från plats 10 till 33 på rankinglistan för 2012 och innehåller inledande kval och förkval före den slutliga olympiska kvalificeringsomgången. Denna sker med tolv kvalificerade lag som möts i tre stycken fyrlagsturneringar, och varje gruppsegrare kommer med till OS. 
För damerna gäller att de fem bäst rankade lagen efter VM 2012 får delta, samt värdlandet Ryssland. Dessutom får lag rankade mellan 6 och 26 kvalspela om ytterligare två platser. Kvalspelet innehåller inledande kval och förkval före den slutliga olympiska kvalificeringsomgången. Denna sker med åtta kvalificerade lag som möts i två stycken fyrlagsturneringar, och varje gruppsegrare kommer med till OS.
För herrarna kvalificerade sig Slovenien, Österrike och Lettland via kval. Dessa placeras i grupp A, B respektive C i gruppspelet i OS-turneringen i ishockey för herrar 2014. 
Damkvalet vanns av Tyskland och Japan. Dessa placeras i grupp B i OS-turneringen i ishockey för damer 2014.

## Deltagande länder

### Herrar
Kvalificerade lag:
| Grupp A        |
| -------------- |
| Ryssland (1)   |
| Slovakien (6)  |
| USA (7)        |
| Slovenien (18) |

| Grupp B        |
| -------------- |
| Finland (2)    |
| Kanada (5)     |
| Norge (8)      |
| Österrike (15) |

| Grupp C       |
| ------------- |
| Tjeckien (3)  |
| Sverige (4)   |
| Schweiz (9)   |
| Lettland (11) |

Siffrorna efter landsnamnet anger rankingen för laget på IIHF:s världsrankinglista 2012.

### Damer
Kvalificerade lag:
| Grupp A     |
| ----------- |
| Kanada (1)  |
| USA (2)     |
| Finland (3) |
| Schweiz (4) |

| Grupp B      |
| ------------ |
| Sverige (5)  |
| Ryssland (6) |
| Tyskland (8) |
| Japan (11)   |

Siffrorna efter landsnamnet anger rankingen för laget på IIHF:s världsrankinglista 2012. Ryssland är direktkvalificerat som värdland.

## Slutresultat

### Damer
Slutresultat av damernas turnering i ishockey vid olympiska vinterspelen 2014. 
|   | Lag      |
| - | -------- |
| 1 | Kanada   |
| 2 | USA      |
| 3 | Schweiz  |
| 4 | Sverige  |
| 5 | Finland  |
| 6 | Ryssland |
| 7 | Tyskland |
| 8 | Japan    |

### Herrar
Slutresultat av herrarnas turnering i ishockey vid olympiska vinterspelen 2014.
| Plac | Lag       |
| ---- | --------- |
| 1    | Kanada    |
| 2    | Sverige   |
| 3    | Finland   |
| 4    | USA       |
| 5    | Ryssland  |
| 6    | Tjeckien  |
| 7    | Slovenien |
| 8    | Lettland  |
| 9    | Schweiz   |
| 10   | Österrike |
| 11   | Slovakien |
| 12   | Norge     |